# Aurora (スーパーコンピュータ)
Aurora（オーロラ）は、2023年6月22日に完成したスーパーコンピュータである。アメリカ合衆国で2番目のエクサスケールコンピュータとなる。アメリカ合衆国エネルギー省（DOE）がスポンサとなり、IntelとHewlett Packard Enterpriseがアルゴンヌ国立研究所のために設計した。
2exaFLOPS/s（毎秒200京回の計算に相当）のコンピューティングパワーを持ち、5億ドル（2021年3月現在約544億円）のコストが見込まれている。2024年5月現在、Auroraは、1.012exaFLOPSを達成し、TOP500で第2位となった。

## 歴史
Auroraは2015年に最初に発表され、当初は2018年に完成する計画だった。速度は180petaFLOPSで、Summitと同程度の速度になると予想されていた。Auroraは発表当時、最も強力なスーパーコンピュータであり、CrayがIntelプロセッサを搭載して構築することを目指していた。2017年、Intelは、Auroraを2021年に延期し、1exaFLOPSにスケールアップすると発表した。2020年10月、DOEはAuroraの完成が6ヶ月間再延長し、アメリカ合衆国初のエクサスケールコンピュータではなくなると発表した。
Auroraは、スーパーコンピュータの計算速度を競う世界ランキング「TOP500」において2023年下期、2024年上期に世界2位を記録。ただし、この記録時の性能は同一のものではなく、2023年の計算速度が毎秒58京5340兆回であったのに対し、2024年の計算速度は毎秒101京2000兆回と大幅に向上させたものとなっている。この記録により、オークリッジ国立研究所のFrontierに次いで、毎秒100京回以上の計算ができる「エクサスケール」入りとなった。

## 科学研究
計画されているのは、低炭素技術、化合物探索と新素材、がん、宇宙論、素粒子物理、脳神経、航空機設計、核融合、気候科学(天気予報)、分子生物学などのシミュレーション研究が中心である。また、電池やより効率的な太陽電池に役立つ新材料の開発も行われる予定である。Auroraは、一般の科学コミュニティで利用できるようになる予定である。
膨大なデータ分析と機械学習、科学研究に特化した大規模言語モデルの実行に対応する。

## アーキテクチャ
Auroraは10,624ノードを持ち、各ノードは2つのIntel 「Sapphire Rapids」こと第4世代Xeon Scalable Processorsプロセッサ、6つのXe GPU、統一されたメモリアーキテクチャで構成され、1つのノードの最大演算能力は130テラフロップスとなる。統合メモリは約20.4ペタバイト、ストレージは230PBで、消費電力は60MW以下となる。
166個のラックはそれぞれ64個のブレードを収容できるようになっており、8列に設置される。設置面積はプロバスケットボールコート 2面に相当する。
GPUとして、高度な2.5Dパッケージング技術と3Dスタッキング、FinFET構造といった技術を採用した「Ponte Vecchio」と呼ばれる製品を6つ搭載したブレードサーバに採用。CPUには新たなマイクロアーキテクチャが導入され、10nmプロセスで設計される。AI処理の効率を高めるためディープラーニング計算用のint8やBfloat16などのデータタイプをサポートする。キャッシュやメモリサブシステムについては、キャッシュの容量の増加、DDR5 DRAM、PCIe 5.0などを採用している。
ソケット内/ソケット間のスケーラビリティについてはモジュラー化されたSoCやダイ接続ファブリックの使用、UPIの幅や転送速度の改良、Embedded Silicon Bridge(EMIB)を使う接続でスケーラビリティを確保している。
Sapphire Rapidはマイクロサービスを組み合わせてソフトウェアを作る最近の開発の方向性に合わせて、マイクロサービスの実行オーバヘッドの小さい造りになっている。性能の整合性については低ジッタアーキテクチャで実行時間のばらつきを減らし、キャッシュの追い出しやメモリレーテンシのばらつきを減らし、さらに、プロセサ間の割り込みの仮想化などを行っている。